# Jorge Bartero
Jorge Osvaldo Bartero, né le 28 décembre 1957 à Buenos Aires en Argentine, est un footballeur argentin évoluant au poste de gardien de but.

## Biographie
Il réalise l'intégralité de sa carrière en Argentine.
En 1987, Bartero est le gardien réserviste de l'équipe d’Argentine pour la Copa América. 
Bartero passe douze années de sa carrière avec le club du Vélez Sársfield. Il joue également avec l'Unión de Santa Fe et le Racing Club de Avellaneda. 
À la fin de sa carrière, il évolue dans des clubs de deuxième division argentine.
Après avoir raccroché les crampons, il devient entraîneur des gardiens du Vélez Sársfield.